# Eleonora Ponzoni
Eleonora Ponzoni (Milano, 21 dicembre 1968) è una scenografa italiana.

## Biografia
Eleonora Ponzoni si occupa di scenografia dal 1991. Ha lavorato come assistente e arredatore di scena di scenografi tra i quali Tonino Zera, Francesco Frigeri, Lorenzo Baraldi. 
Esordisce come scenografa nel film Era meglio morire da piccoli per poi firmare diverse produzioni per la Rai con la Lux Vide tra le quali Dio vede e provvede  e Nuda proprietà vendesi. Collabora a lungo con Aldo, Giovanni e Giacomo, per i quali ha realizzato tra gli altri le scene di La leggenda di Al, John e Jack. Per questo film ha ricevuto la nomination nel 2003 ai Nastri d'argento come miglior scenografia.
Nel 2002 ha vinto il Premio Cinearti La chioma di Berenice Targa speciale Cinecittà Studios ASC.

### Altre attività
È stata docente di seminari di scenografia cinematografica presso L'Accademia di belle arti di Brera (2018-2019)

## Filmografia

### Cinema
- Era meglio morire da piccoli, regia di Alessandra Scaramuzza (1995)
- Così è la vita, regia di Aldo, Giovanni e Giacomo e Massimo Venier (1998)
- Un bugiardo in paradiso, regia di Enrico Oldoini (1998)
- Si fa presto a dire amore, regia di Enrico Brignano e Bruno Nappi (1999)
- Storia di una mostra impossibile - I cento capolavori dell'Ermitage, regia di Valerio Bariletti - documentario (1999)
- Chiedimi se sono felice, regia di Aldo, Giovanni e Giacomo e Massimo Venier (2000)
- Senza filtro, regia di Mimmo Raimondi (2001)
- Germanikus, regia di Hans Christian Muller (2001)
- Due amici, regia di Spiro Scimone e Francesco Sframeli (2002)
- La leggenda di Al, John e Jack, regia di Aldo, Giovanni e Giacomo e Massimo Venier (2002)
- Tu la conosci Claudia?, regia di Aldo, Giovanni e Giacomo e Massimo Venier (2004)
- La banda dei Babbi Natale, regia di Paolo Genovese (2010)
- Il ricco, il povero e il maggiordomo, regia di Aldo, Giovanni e Giacomo e Morgan Bertacca (2014)
- Fuga da Reuma Park, regia di Aldo, Giovanni e Giacomo e Morgan Bertacca (2016)

### Televisione
- Nuda proprietà vendesi, regia di Enrico Oldoini - film TV (1998)
- Dio vede e provvede, regia di Enrico Oldoini e Paolo Costella - serie TV (1998)

## Programmi televisivi
- Pur Purr Rid!, regia di Aldo, Giovanni e Giacomo (2007)

## Teatro
- Potevo rimanere offeso!, regia di Aldo, Giovanni e Giacomo e Massimo Venier (2001)
- The Best of Aldo, Giovanni e Giacomo, regia di Arturo Brachetti (2016)